# Pavane

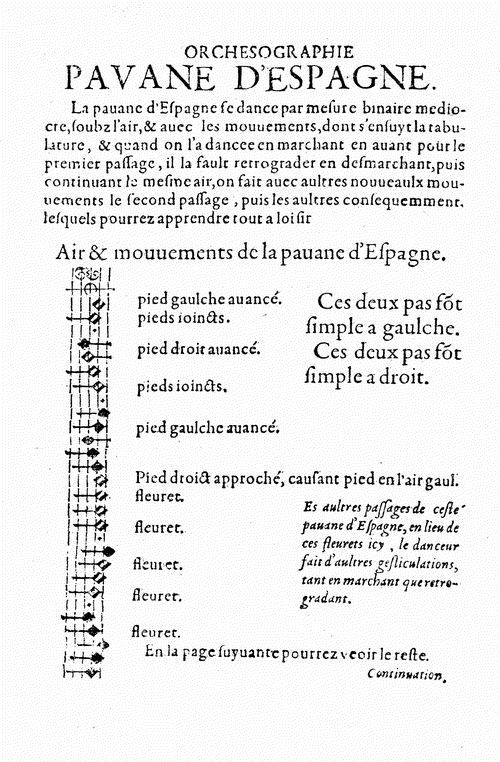
Thoinot Arbeau által írt Orchésographie-ban lejegyzett pavane tánclépéseinek sorrendje és kottája (1588)

A pavane valószínűleg itáliai eredetű, 16. századi udvari tánc, a kora barokk szvit része, neve az olasz pavone (páva) szóból származik, további megnevezése paduana, padovana, az elnevezés feltehetőleg Padova város nevéből ered. 
Lejtése komoly, zenéje igen kötött – általában alla breve lüktetéssel.
Más vélemények szerint spanyol eredetű. Lassú, méltóságteljes 2/2 vagy 2/4-es ütemű, kora reneszánsz, felvonuló tánc. Fejedelmi esküvőkön, díszmeneteken, temetéseken teljes díszben, karddal, köpenyben, föveggel, dobütésekkel alátámasztott fuvola hangjaira vagy énekszóra járták. A francia királyi bálok és balettek elején bevonuló tánccá vált és intrade-nak hívták. XIV. Lajos korában a courante váltotta fel.

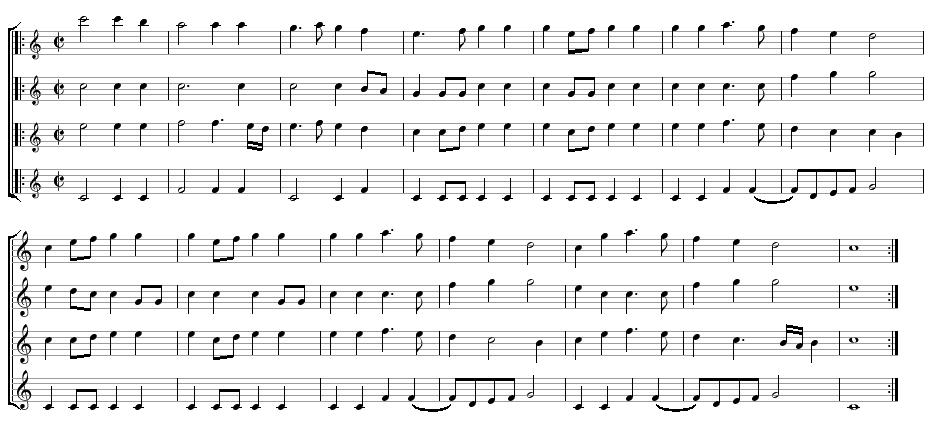
Pavane kottája 1530 körül

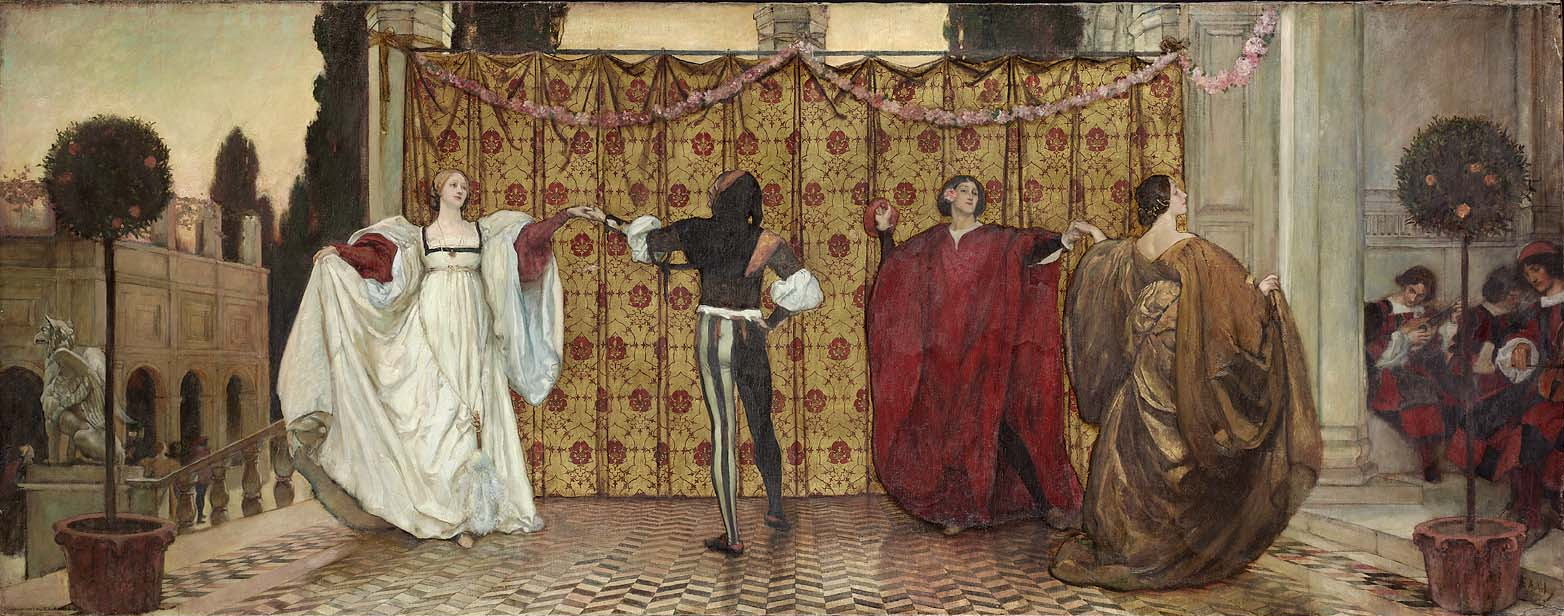
Pavane, Edwin Austin Abbey 1897-es festményén